# Maria Nørgaard
Maria Nørgaard (født 12. februar 1982 i København) er en dansk håndboldspiller. Hun stoppede med at spille i Aalborg DH i 2008 og flyttede hjem til København. Nørgaard har tidligere spillet i Herlev/Hjorten, FIF, FC København Håndbold, og Frederikshavn FOX Team Nord (Udlejet 1. sæson).